# Real Avilés Club de Fútbol
Real Avilés is een Spaanse voetbalclub uit Avilés die uitkomt in de  Segunda División RFEF Grupo I. De club werd opgericht in 1903 als Aviles Sport Club.  Real Avilés speelde ooit dertien seizoenen in de Segunda División A, waarvan de laatste keer tijdens seizoen 1991-1992.  Het beste resultaat werd behaald tijdens seizoen 1952-1953 met een derde plaats en een eindronde voor extra stijger naar de Primera División.

## Bekende (ex-)spelers
- Jeffrey Hoogervorst
- Luca Napoleone

Zie ook : Voetbal in Spanje
Grupo 1:
Amorebieta .
Andorra .
Arenteiro ·
Barakaldo . 
FC Barcelona Atlètic ·
Bilbao Athletic .
Celta B ·
Irun ·
Cultural Leonesa ·
Lugo ·
Osasuna B ·
Ourense CF .
Ponferrada ·
Segovia .
Sestao River ·
Real Sociedad B ·
Tarragona ·
Tarazona ·
Salamanca .
Zamora CF

Grupo 2:
Alcorcón .
Alcoyano ·
Algeciras ·
Antequera ·
Atlético Madrid B ·
Atlético Sanluqueño ·
Real Betis B .
Ceuta ·
Fuenlabrada ·
Hércules Alicante .
Ibiza ·
Intercity ·
Marbella ·
Mérida ·
Murcia ·
Real Madrid Castilla ·
Recreativo Huelva ·
FC Sevilla B .
Villarreal B .
Yecla